# Red Orchestra: Ostfront 41-45
Red Orchestra: Ostfront 41-45 é um jogo de computador do gênero tiro em primeira pessoa tático desenvolvido pela Tripwire Interactive. Baseia-se no conflito em Alemães e Soviéticos no Fronte Leste da Segunda Guerra Mundial. Foi desenvolvido a partir de um mod do jogo Unreal Tournament 2004, o Red Orchestra: Combined Arms. Esse é um jogo que tem como ênfase trazer realismo extremo e autenticidade ao jogador, colocando-o na pele de um soldado na Frente Leste da guerra.

## Características
- Miras das armas em formato realístico, em 3D. Não há miras no estilo "crosshair";
- Suporte de veículos, como tanques de guerra e veículos blindados de transporte de pessoal. Todos podem ser conduzidos pelos jogadores;
- Armamentos, vestimentas e outros equipamentos com acuidade histórica;
- Sistema de balística realista, com cálculos de gravidade, tempo de vôo, penetração e deflecção em superfícies;
- Comunicação por voz, via VoIP, e interface de mensagens prontas (com texto em Inglês e áudio em Russo e Alemão);
- Updates freqüentes, via Steam;
- Servidores que suportam até 50 jogadores (há planos para até 64 jogadores).

## Contexto Histórico
O jogo se passa em diversos cenários da Frente Leste na Segunda Guerra Mundial, desde a invasão da União Soviética pelas forças alemãs - na Operação Barbarossa -, passando pela Batalha de Leningrado, Batalha do Cáucaso (Battle of the Caucasus), Batalha de Kursk, Batalha de Stalingrado, Batalha de Berlim, etc.

## Ambientação do Jogo
Assim, os campos de batalha são variados, como as planícies e florestas do Leste Europeu, as montanhas do Cáucaso, pântanos, assim como em diversos centros urbanos e vilas rurais. As condições climáticas em que as ações militares ocorriam também são levadas em conta (por exemplo, o rigoroso inverno russo que castigou os combatentes em Leningrado). Nesses diversos cenários, a produtora do jogo buscou reproduzir fielmente a arquitetura e condições do campo de batalha, como trincheiras e [|bunker]]s, cidades arrasadas por bombardeios, plantações, etc. Incluiu-se também cartazes de propaganda da época.

## Classes
Há diversas classes que o jogador poder escolher. Cada uma disponibiliza armamentos diferentes, havendo até mesmo possibilidade de escolher armas diferentes para uma mesma classe (notar que o armamento é baseado no que era disponível na época da batalha, havendo alterações em cada mapa). Algumas classes são limitadas por servidor e de acordo com o mapa, além disso, podem não existir em certos mapas.

### Rifleiro/espingardeiro (Rifleman)
Classe mais comum do jogo, encontrada em grande número na maioria dos mapas, pois quando disponível apresenta-se sem limite de vagas. Como a arma primária é um rifle / espingarda; essa classe atua muito bem de média a longa distância, sendo vulnerável no combate mais próximo. Pode-se fixar baioneta em alguns rifles.

### Rifleiro Semi-Automático (Semi-auto Rifleman)
Similar ao Rifleiro, porém usam rifles semi-automáticos. Assim, constitui uma classe mais completa e que auxilia em combates mais próximos. É limitada em número de vagas.

### Assalto (Assault)
Melhor classe em combate mais próximo, visto que suas armas são menores e com maior cadência de fogo. Pode utilizar submetralhadoras. No caso dos Alemães, além de ter acesso a essas armas, podem equipar-se em determinados mapas com o primeiro fuzil de assalto do mundo (STG44). Essa é uma classe que possui vagas limitadas na maioria dos mapas.

### Atirador de Elite (Sniper)
Melhor classe à longa distância, superando o Rifleiro. Utiliza um rifle com mira telescópica, e é melhor utilizado em posições ocultas, onde pode atingir alvos de oportunidade e de maior importância. Porta uma pistola como arma secundária, mas é melhor evitar combate próximo. Sempre possui vagas limitadas.

### MG
Soldado portando uma metralhadora, com alta cadência de tiro, precisando posicioná-la para que seja eficiente. É ótima classe para restringir acesso do inimigo a certas áreas. Pode receber munição de qualquer outra classe. Sempre possui vagas limitadas.

### Soldado anti-tanque (Anti-Tank Soldier)
Uma classe vasta, com disponibilidade de diversos armamentos (rifles e submetralhadoras) e contando com uma arma secundária para destruir blindados. Os alemães portam o Panzerfaust, e o Russo o rifle en:PTRD. Vagas sempre limitadas.

### Engenheiro de Combate (Combat Engineer)
Similar ao soldado antitanque, mas carrega mochilas de explosivos ao contrário de uma arma anticarro. Essas mochilas podem destruir não somente blindados, mas também partes do cenário do jogo. Vagas sempre limitadas.

### Comandante de Esquadrão (Squad Leader)
Classe fundamental em todo mapa em que está habilitada. É capaz de lançar fumaça para encobrir movimento aliado e chamar artilharia (quando disponível). Porta rifles ou submetralhadoras, além de pistolas e um binóculo. Além disso, possui capacidade maior de capturar e defender áreas do jogo (na proporção de uma vez e meia maior do que qualquer outro soldado). Vagas sempre limitadas.

### Comamdante de Tanque (Tank Commander)
Classe quase idêntica ao Comandante de Esquadrão, com a diferença de poder conduzir veículos blindados.

### Tripulante de tanque (Tank Crewman)
Soldado armado com uma simples pistola, mas é a única classe, além do Comandante de Tanque, capaz de tripular blindados.

## Lista de armamentos disponíveis

### Alemanha
- Mauser Karabiner 98k com ou sem mira telescópica;
- Gewehr 41;
- Gewehr 43 com ou sem mira telescópica;
- Pistola Luger;
- Pistola Walther P38;
- MP40;
- MP41;
- STG44;
- Granada Model 24;
- MG34;
- MG42
- Panzerfaust;
- Mochila de Explosivos de 10lb;
- Granada de Fumaça modelo 39.

### União Soviética
- SVT-40 com ou sem mira telescópica;
- Mosin-Nagant com ou sem mira telescópica;
- Pistola Tokarev-Tula T33;
- PPD-40;
- PPSh-41;
- PPS-43;
- Granada F1;
- Rifle antitanque PTRD 41;
- Mochila de Explosivos de 10lb;
- Granada de fumaça RDG-1.
- DP-28;

## Lista de Veículos disponíveis

### Alemanha
- Panzerkampfwagen III tanque médio;
- Panzerkampfwagen IV F1 tanque médio;
- Panzerkampfwagen IV F2 tanque médio;
- Panzerkampfwagen IV H tanque médio;
- Panzerkampfwagen T-34 tanque médio (capturado dos Russos);
- Panzerkampfwagen V (Panther) tanque médio;
- Panzerkampfwagen VI (Tiger I) tanque pesado;
- StuG III destruidor de tanques;
- Halftrack SdKfz 251 veículo blindado.

### União Soviética
- BT-7 tanque leve;
- T-60 tanque leve;
- T-34/76 tanque médio;
- T-34/85 tanque médio;
- KV-1s tanque pesado;
- Tanque Iosef Stalin (IS-2) tanque pesado;
- SU-76 artilharia autopropulsada;
- BA-64 veículo blindado;
- Universal Carrier veículo blindado.

## Lista de mapas
Os mapas de Red Orchestra são de três tipos: mapas de tanques, de infantaria e combinados (tanques e infantaria). Ambos os mapas de tanques e mapas combinados possuem infantaria, porém, os mapas de tanques possuem escolha de classes de infantaria mais limitada do que nos mapas combinados. Isso acontece pois, nos mapas de tanques, os soldados a pé são parte de um batalhão de infantaria mecanizada.
- Arad - Tanques e Infantaria mecanizada (limitada)
- Baksan Valley - Infantaria
- Barashka - Tanques e Infantaria mecanizada (limitada)
- Basovka - Infantaria
- Berezina - Tanques e Infantaria combinados
- Black Day July - Tanques
- Bondarevo - Tanques e Infantaria mecanizada (limitada)
- Danzig - Infantaria
- Hedgehog - Tanques e Infantaria combinados
- Kaukasus - Infantaria
- Königsplatz - Tanques e Infantaria combinados
- Krasnyi Oktyabr - Infantaria
- Kryukovo - Tanques e Infantaria combinados
- Leningrad - Tanques e Infantaria combinados
- Lyes Krovy - Infantaria
- Manikkala - Tanques e Infantaria combinados
- Odessa - Infantaria
- Ogledow - Tanques e Infantaria mecanizada (limitada)
- Rakowice - Tanques e Infantaria combinados
- Smolensk Stalemate - Infantaria

## Comunidade Brasileira
O Brasil teve uma base decente e dedicada de jogadores, se tratando de um jogo de nicho. Por muito tempo foi mantido um site para a comunidade e havia alguns clãs que participavam das competições internacionais.